# Philistos de Syracuse
Philistos (ou Philiste) est un homme politique et historien grec, né à Syracuse vers 430 av. J.-C., mort en 356 av. J.-C.

## Famille
Il est le fils de Archomenidas, notable Syracusain. En -386, il épouse une fille du général Leptines, de cette union, il a selon Christian Settipani, peut être eu un fils, un certain Leptines, notable Syracusain décédé en -342.

## Biographie
Pausanias l'appelle Philistos fils d'Archoménidas. Il était issu d'une très riche famille syracusaine. Selon le récit de Diodore de Sicile, après la prise d'Agrigente par le Carthaginois Himilcon (406 av. J.-C.), le jeune Denys prit la parole dans une assemblée, accusa les généraux syracusains de trahison et incita la foule à faire justice sur le champ ; les magistrats le mirent à l'amende, mais Philistos paya la somme et encouragea Denys à continuer à dire ce qu'il voudrait, l'assurant qu'il paierait toutes les amendes quel qu'en pût être le montant. Selon Plutarque, après le coup d'État de Denys (405 av. J.-C.), Philistos devint un des piliers du nouveau régime, et il fut longtemps commandant de la garnison de la citadelle d'Ortygie, centre du pouvoir du tyran. Au moment de la révolte de 403 av. J.-C., c'est lui qui incita Denys à résister, et à n'abandonner la tyrannie que « traîné par les jambes ». D'après Plutarque, il aurait « eu commerce » (πλησιάζοι) avec la mère de Denys au vu et au su de celui-ci. Mais il épousa sans en avertir le tyran l'une des filles de son demi-frère Leptinès ; Denys, furieux, fit incarcérer la mariée et exila Philistos, qui se retira à Adria, dans le Picenum (ou à Thourioi en même temps que Leptinès selon Diodore). C'est pendant cet exil forcé, d'après Plutarque, qu'il composa la plus grande part de son œuvre historiographique ; Pausanias (I, 13) dit qu'il y tut les crimes de Denys dans l'espoir d'être autorisé à rentrer.
Diodore écrit que Denys finit par rappeler Philistos et Leptinès et par les rétablir dans leur ancienne faveur. Plutarque, au contraire, déclare formellement (comme avant lui Cornélius Népos) que Philistos ne revint à Syracuse qu'après la mort du tyran. Selon ces auteurs, il fut rappelé à l'instigation des ennemis de Dion, comme contrepoids à l'influence de Platon, que celui-ci avait invité à la cour de Denys le Jeune (366 av. J.-C.). Philistos redevint alors, contre Dion et Platon, le chef de file du parti de la tyrannie, régime que, selon Cornélius Népos, il aimait pour lui-même. Une lettre compromettante de Dion aux magistrats de Carthage fut interceptée ; Denys le Jeune la lut à Philistos, qui le persuada d'exiler son beau-frère, Platon étant retenu un temps de force dans la citadelle d'Ortygie.
Quand Platon fit son troisième voyage à Syracuse pour intercéder en faveur de Dion (361 av. J.-C.), Philistos était toujours conseiller de Denys le Jeune, et les deux influences se firent à nouveau concurrence dans l'esprit du tyran .
Pendant la guerre entre Denys le Jeune et Dion (356 av. J.-C.), Philistos fut le général de l'armée du tyran. Alors que les partisans de Dion avaient pris le contrôle de Syracuse, Denys étant enfermé dans la citadelle d'Ortygie, Philistos se rendit à Rhêgion et en ramena cinq cents cavaliers, auxquels il joignit deux mille fantassins, et à la tête de cette armée il tenta de reprendre Léontinoï aux révoltés, mais il échoua. Ensuite il livra une bataille navale contre Héraclide, allié de Dion, à la tête d'une flotte de soixante navires. Selon Diodore de Sicile, ses qualités personnelles firent qu'il eut d'abord le dessus, mais finalement il fut encerclé et se tua plutôt que de tomber entre les mains de ses ennemis. Selon Plutarque, il y avait deux versions au sujet de sa mort : celle du suicide lors de la prise de son navire venait d'Éphore de Cumes, mais Plutarque en croit plutôt une lettre envoyée à Speusippe, le neveu de Platon, par Timonide de Leucade, qui avait accompagné Dion dans son expédition, selon laquelle Philistos avait été capturé vivant après que sa trirème se fut échouée sur la côte, et avait été soumis à des tourments dégradants avant d'être décapité. Timée de Tauroménion affirmait que son cadavre avait été traîné à travers la ville par les enfants le tirant par sa jambe boîteuse, ce qui réalisait le mot qu'il avait autrefois lancé à Denys l'Ancien.

## Œuvre
La Souda le confond avec un Philistos de Naucratis et mêle leurs deux œuvres. Elle mentionne une Histoire de Sicile en onze livres et une Histoire de Denys le Tyran. Cependant, Diodore de Sicile décrit ainsi l'Histoire de Sicile (XIII, 103) : « un ouvrage composé de sept livres, qui, jusqu'à la prise d'Agrigente, comprend un espace de plus de huit cents ans, et une seconde partie, continuant la première, écrite en quatre livres ». La prise d'Agrigente est celle de 406 av. J.-C., qui provoqua le coup d'État de Denys l'Ancien. Denys d'Halicarnasse s'exprime de la façon suivante : « Son ouvrage, qui ne renferme que l'histoire d'un seul pays, est divisé en deux parties : l'une intitulée Sur la Sicile, et l'autre Sur Denys. Pour se convaincre qu'elles ne font qu'un seul ouvrage, il suffit d'examiner la fin de la partie qui a pour objet la Sicile ». Cicéron en parle ainsi : « Le Sicilien est un écrivain de premier ordre, fécond, pénétrant, concis ; c'est presque un petit Thucydide. Mais lequel avez-vous de ses livres ? car il y a deux corps de texte. Avez-vous les deux ? Je préfère, moi, l'histoire de Denys, maître fourbe que Philistos avait bien connu ». Ainsi il semble plutôt, malgré ce que laisse penser la Souda, que l’Histoire de Denys n'était que le nom de la seconde partie, en quatre livres, de l' Histoire de Sicile en onze livres. Il s'y ajoutait une Histoire de Denys le Jeune en deux livres, couvrant les cinq premières années de son règne.
Philistos était considéré par les anciens comme l'un des grands historiens grecs : il compte parmi les huit du Canon alexandrin. Dans le De oratore, Cicéron, retraçant la succession des historiens grecs, le cite après Hérodote et Thucydide, et avant Éphore et Théopompe : « Après lui (Thucydide) parut Philistos de Syracuse, qui fut intimement lié au tyran Denys. Il consacra tous ses loisirs à écrire l'histoire, et paraît avoir surtout pris Thucydide pour modèle ». Dans le Brutus, voulant montrer que Caton reste un immense écrivain même s'il a peu de lecteurs, il prend l'exemple de Philistos et de Thucydide : « Il manque d'amateurs, comme il y a déjà plusieurs siècles Philistos de Syracuse et Thucydide lui-même » ; plus loin (294), reprenant la comparaison, il qualifie les deux historiens de « modèles inimitables, même aux Grecs ». Dans la partie conservée de son traité Sur l'imitation, Denys d'Halicarnasse, passant en revue les historiens Hérodote, Thucydide, Xénophon, Philistos et Théopompe, considère lui aussi Philistos comme proche de Thucydide, mais est beaucoup plus sévère à son égard que Cicéron, et juge son style monotone et sans grâce, et marqué par la bassesse d'un ami de la tyrannie. Quintilien (X, 1, 74), dressant aussi une liste d'historiens grecs, cite Philistos après Hérodote, Thucydide et Théopompe, et avant Éphore (il considère Xénophon comme un philosophe) : « Philistos mérite aussi qu'on le distingue de la foule des autres, quelque bons qu'ils puissent être après les précédents. Il a imité Thucydide ; beaucoup plus faible que lui, il est jusqu'à un certain point plus clair ».

## Édition
- Felix Jacoby (éd.), Die Fragmente der griechischen Historiker, Leyde, E. J. Brill, 1954 (partie III B, p. 551-567, n° 556).